# Spartacus: War of the Damned
Spartacus: The War of the Damned (bra: Spartacus: Guerra dos Condenados; prt: Spartacus: A Revolta dos Escravos) é a terceira e última série televisiva de Spartacus. Uma produção da Nova Zelândia, Starz, que segue Spartacus: Vengeance e Spartacus: Blood and Sand. A série foi inspirada na vida lendária de Espártaco interpretada por Liam McIntyre, um gladiador trácio que , entre 73 e 71 a.C. liderou uma grande revolta de escravos contra a República Romana. A série também segue a vida e as aventuras de seus colegas gladiadores romanos com aproximação à vida de Espártaco.
terceira e última temporada, é temporada narra a batalha entre o exército de ex-gladiadores liderada por Espártaco e os soldados romanos. Esta 3a. temporada estreou em 25 de janeiro de 2013 com o lançamento do episódio "Enemies of Rome".

## Elenco
| Rebeldes               |                        |
| Liam McIntyre          | Espártaco              |
| Manu Bennett           | Crixus                 |
| Dustin Clare           | Gannicus               |
| Dan Feuerriegel        | Agron                  |
| Cynthia Addai-Robinson | Naevia                 |
| Ellen Hollman          | Saxa                   |
| Ditch Davey            | Nemetes                |
| Barry Duffield         | Lugo                   |
| Heath Jones            | Donar                  |
| Pana Hema Taylor       | Nasir                  |
| Blessing Mokgohloa     | Castus                 |
| Jenna Lind             | Kore                   |
| Gwendoline Taylor      | Sibyl                  |
| Romanos                |                        |
| Simon Merrells         | Marco Licínio Crasso   |
| Todd Lasance           | Júlio César            |
| Christian Antidormi    | Tibério Licínio Crasso |
| Anna Hutchison         | Laeta                  |

## Episódios
| Temporada | Temporada | Episódios | Estreia original                            | Estreia no Brasil                       | Estreia em Portugal                           |
| --------- | --------- | --------- | ------------------------------------------- | --------------------------------------- | --------------------------------------------- |
|           | 3         | 10        | 25 de Janeiro de 2013 - 12 de Abril de 2013 | 08 de Março de 2013 - 10 de Maio de2013 | 17 de Fevereiro de 2013 - 21 de Julho de 2013 |

## 3ª Temporada: 2013
| No. | #  | Título                                              | Estreia EUA             | Estreia no Brasil   | Cód. de produção |
| --- | -- | --------------------------------------------------- | ----------------------- | ------------------- | ---------------- |
| 24  | 1  | "Enemies of Rome" Os Inimigos de Roma"              | 25 de janeiro de 2013   | 08 de março de 2013 | 301              |
| 25  | 2  | "Wolves At The Gate" Lobos no Portão"               | 01 de fevereiro de 2013 | 15 de março de 2013 | 302              |
| 26  | 3  | "Men of Honor" Homens de Honra"                     | 08 de fevereiro de 2013 | 22 de março de 2013 | 303              |
| 27  | 4  | "Decimation" Dizimação"                             | 22 de fevereiro de 2013 | 29 de março de 2013 | 304              |
| 28  | 5  | "Blood Brothers" Irmão de Sangue"                   | 01 de março de 2013     | 05 de abril de 2013 | 305              |
| 29  | 6  | "Spoils of War" Despojos da Guerra"                 | 08 de março de 2013     | 12 de abril de 2013 | 306              |
| 30  | 7  | "Mors Indecepta" Mors Indecepta"                    | 15 de março de 2013     | 19 de abril de 2013 | 307              |
| 31  | 8  | "Separate Paths" Caminhos Separados"                | 22 de março de 2013     | 26 de abril de 2013 | 308              |
| 32  | 9  | "The Dead and the Dying" Os Mortos e os Moribundos" | 05 de abril de 2013     | 03 de maio de 2013  | 309              |
| 33  | 10 | "Victory" Vitória"                                  | 12 de abril de 2013     | 10 de maio de 2013  | 310              |